# Карапетян, Сурен Карпович
Сурен Карпович (Карапетович) Карапетян (10.02.1908, Тифлис (ныне г. Тбилиси, Грузия) — 1967) — советский инженер-энергетик. Лауреат Ленинской премии (1965). Участник Великой Отечественной войны. Воинское звание: старший инженер-лейтенант.

## Биография
Родился в 1908 году в Тифлисе. В 17 лет, в 1925 году начал трудовую деятельность — в электроцехе Аллавердского медеплавильного завода. Затем на строительстве гидростанции «Нивастрой» (дежурным инженером). Строительство гидростанции началось в 1930 году, уже через год был создан трест «Нивастрой» и одноимённый посёлок. Поступил в Ленинградский политехнический институт, в 1935 году окончил и стал дипломированным инженером-электриком.
С 1939 года — главный инженер энергоконторы комбината «Североникель», с 1940 года — начальник электроцеха, с 1943 по 1953 годы — главный энергетик комбината «Североникель». С марта по сентябрь 1942 года главный энергетик Норильского комбината.
Скончался в 1967 году.

## Награды, поощрения
Орден Трудового Красного Знамени,, медали «За доблестный труд в Великой Отечественной войне 1941—1945 гг.», «За оборону Советского Заполярья».
Лауреат Ленинской премии (1965) — за участие в работе по интенсификации процессов и усовершенствованию технологии производства никеля и кобальта из сульфидных руд.
Выписка из Постановления от 21 апреля 1965 года г. Москва Комитета по Ленинским премиям в области науки и техники при Совете Министров СССР:
…Присудить Ленинскую премию 1965 года за наиболее выдающиеся работы в области техники:
…Познякову Владимиру Яковлевичу — главному инженеру комбината «Североникель», руководителю работы;
Лешке Георгию Павловичу — директору;
Борисову Николаю Фёдоровичу и Рябко Георгию Тимофеевичу — начальникам цехов;
Жилкину Владимиру Борисовичу — начальнику отделения;
Захарову Михаилу Ивановичу — заместителю начальника отдела;
Иголкину Михаилу Петровичу — мастеру;
Карапетяну Сурену Карповичу — главному энергетику;
Крылову Анатолию Сергеевичу и Попову Олегу Андреевичу — техническим руководителям цехов;
Тарасову Владимиру Сергеевичу — заместителю главного инженера; работникам того же комбината;
Рачинскому Якову Давыдовичу — главному инженеру проекта института «Гипроникель».